# Jarl Hemmer
Jarl Robert Hemmer, född 18 september 1893 i Vasa, död 6 december 1944 i Borgå, var en finlandssvensk författare, poet och översättare. Han var son till vicehäradshövding Balder Hemmer (1864–1947) och hans hustru Emmy, född Finnilä (1866–1943). Jarl Hemmer levde med och skrev om det mörka och det ljusa i tillvaron. Från ungdomsåren finns de vackraste, ljusa, levnadsglada dikterna. I Jarl Hemmers texter finns spår av en olycklig tonårskärlek. Samtidigt var det den besvikelsen som blev öppningen till hans litterära produktion.

## Biografi
Jarl Hemmer studerade ryska språket och litteraturen vid Helsingfors universitet. Han gifte sig med Saga Söderman (1897–1987) och de fick sonen Erland 1918 och dottern Marie-Louise 1920. Hemmer tjänstgjorde som sekreterare i Finlands svenska författarförening 1920-24.
Som författare debuterade Hemmer 1914 med diktsamlingen Rösterna och fick sitt genombrott med diktsamlingen Rågens rike 1922. Hemmer fick Stora Nordiska Romanpriset för En man och hans samvete (om Finska inbördeskriget), utgiven 1931.
Hemmer var även verksam som översättare från ryska men även i mindre omfattning från danska och tyska.
1927 köpte han Ängstorp på Eckerö i Ålands skärgård, ett hus från 1700-talet som tidigare i historien varit svenskt posthus. Ängstorp förblev hans sommarhem till hans död. Ett resultat av Ängstorp var romanen Morgongåvan (1934) vilken handlar om åländsk allmoge på 1880-talet. Den blev mycket läst och uppskattad på Åland och kom även att bidra till att Hemmer tilldelades De Nios stora pris 1935.
Han övertog 1933 författarbostaden Diktarhemmet i Borgå där han begick självmord på Finlands nationaldag 1944.
Hans föräldrahem på Skolhusgatan 8 i Vasa, byggt 1886, donerades 1977 till friluftsmuseet Stundars utanför Vasa, där det återuppbyggdes som Hemmersgården och fylldes med hans kvarlåtenskap, som hans änka skänkte museet 1979. Samlingen består av böcker, dokument, urklipp och föremål.

## Priser och utmärkelser
- Gustaf Fröding-stipendiet 1934
- De Nios stora pris 1935
- De Nios stora pris 1940
- Sigtunastiftelsens författarstipendium 1941
- Valtion kirjallisuuspalk (Författarpris) 1919, 1920, 1924, 1926, 1928, 1929, 1934
- SLS:s sällskapets pris 1938
- Lybeckska priset 1926, 1935
- Boismanska priset 1937

### Varia
- Svensk lösen. Svenska dagen den 6 november 1933. Helsingfors. 1933. Libris 2699058
- Brev till vänner : anteckningar, essäer, minnesord. Stockholm: Bonnier. 1937. Libris 31120. https://runeberg.org/hjbrev/

### Tolkningar och översättningar
- Andreev, Leonid Nikolaevič (1921). Djävulens dagbok. Stockholm: Bonnier. Libris 1469573
- Gogol, Nikolaj Vasilʹevič (1924). Taras Bulba : Roman. Klassiska romaner utvalda av Fredr. Böök. Stockholm: Åhlén & Åkerlund. Libris 1472926
- Jacobsen, J. P (1919). Niels Lyhne. Helsingfors. Libris 1972174
- Lermontov, Michail Jurʹevič (1926). Vår tids hjälte : roman. Klassiska romaner. Stockholm: Åhlén & Åkerlund. Libris 1338472
- Lyriska översättningar. Hfors. 1922. Libris 31572 - Innehåll: Walther von der Vogelweide; Paul Gerhardt; Matthias Claudius; Theodor Storm; Gottfried Keller; Hermann Allmers; Cäsar Flaischlen; Maximilian Dauthendey; Taras Sjevtjenko; M.J. Lermontov; A.A.Fét; Semjón Nadson; K.D. Balmont; Valerij Brjusov; Igor Severjanin.
- Schiller, Friedrich von (1918). Wilhelm Tell. Berömda Böcker ; 89. Stockholm: Björck & Börjesson. Libris 1650405
- Tjechov, Anton (1928). Tre systrar : Måsen ; Onkel Vanja ; Körsbärsträdgården. Stockholm: Geber. Libris 523668

### Samlade upplagor och urval
- Lyrik i urval 1914-1929. Helsingfors. 1931. Libris 1355722
- Skrifter / [utg. av Hans Ruin] (Minnesupplaga). Stockholm: Bonnier. 1945-1946. Libris 1400177
  -  1, Lyrik 1914-1944. Libris 1400180
  -  2, Onni Kokko ; Fattiggubbens brud ; Noveller och essäer. Libris 1400178
  -  3, Rågens rike ; Morgongåvan. Libris 1400179
  -  4, En man och hans samvete. Libris 1400181
- Dikter i urval. Finlandssvenskt bibliotek, 0428-4569 ; 7. Stockholm: Lindqvist. 1959. Libris 12326